# 夏拉河

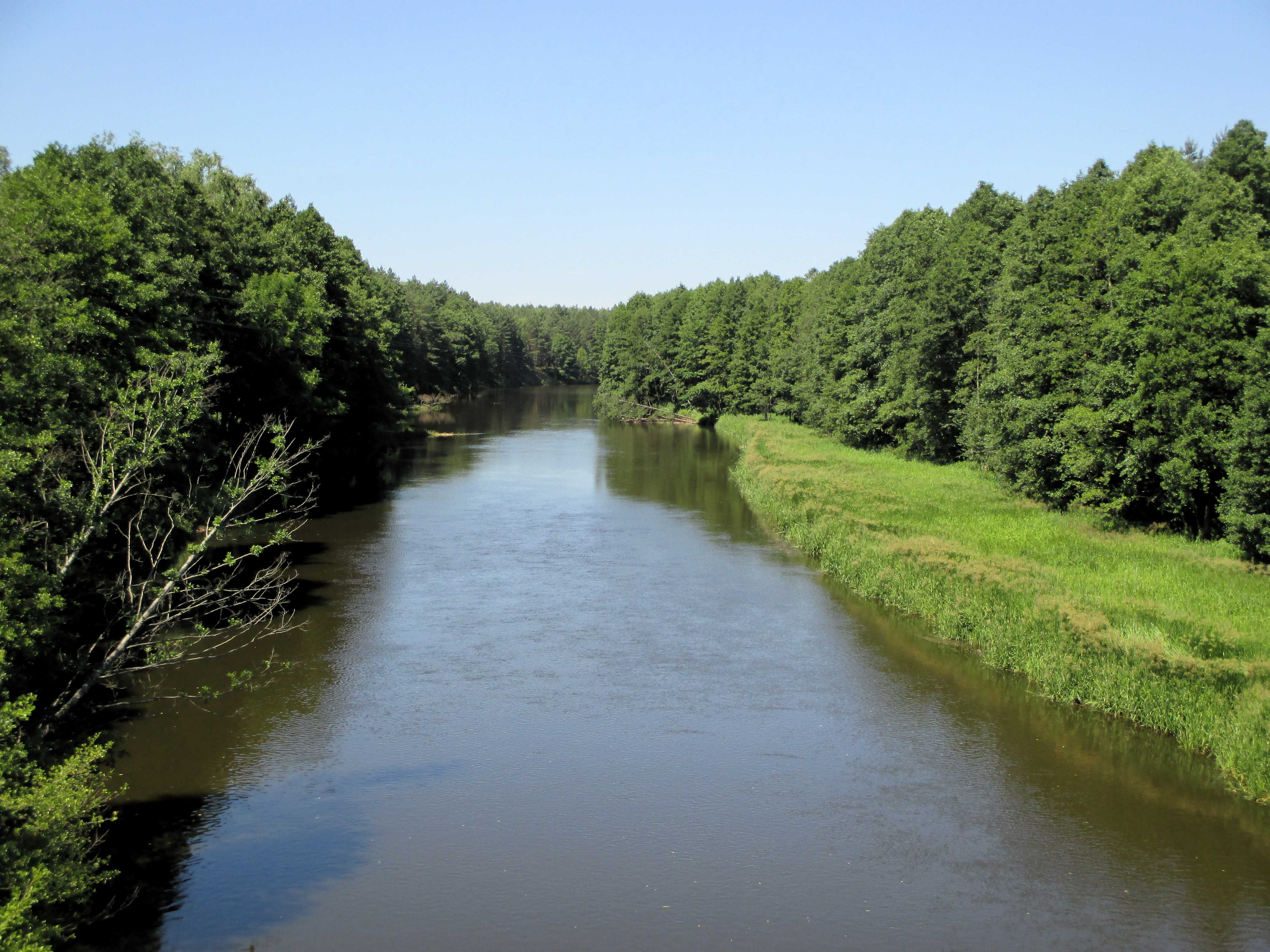
夏拉河

夏拉河（發音：[ˈʂtʂara]）是白俄羅斯的河流，屬於尼曼河的左支流，河道全長325公里，流域面積9,990平方公里，發源自白俄羅斯嶺，河水主要來自融雪，每年一月至三月結冰。
53°26′25″N 24°44′20″E / 53.4402°N 24.7388°E